# James Biddle Eustis
James Biddle Eustis, né le 27 août 1834 à La Nouvelle-Orléans en Louisiane et mort le 9 septembre 1899 à Newport au Rhode Island, est un sénateur américain, ambassadeur des États-Unis en France de 1893 à 1897.

## Biographie
Né à La Nouvelle-Orléans, il est le fils de George Eustis (1796–1858) et de Clarice Allain. Son père était un avocat, juge en chef de la Cour suprême de Louisiane. James poursuit des études classiques, est diplômé de la faculté de droit de Harvard en 1854, admis au barreau en 1856 et commence sa pratique à la Nouvelle-Orléans. Il sert comme juge-avocat (en) pendant la guerre civile dans l'armée confédérée et reprend la pratique du droit à la Nouvelle-Orléans.
Il est élu membre de la Chambre des représentants de Louisiane avant les lois de reconstruction, et fait partie de la commission envoyée à Washington, DC pour conférer avec le président Andrew Johnson des affaires relatives à la Louisiane. Il est de nouveau membre de la Chambre des représentants en 1872 et membre du Sénat de Louisiane de 1874 à 1878.
Eustis est élu au Sénat au nom du Parti démocrate pour combler, au début du mandat commençant le 4 mars 1873, la vacance provoquée par le refus du Sénat d'accueillir les prétendants rivaux William L. McMillen et Pinckney Benton Stewart Pinchback. Eustis sert du 12 janvier 1876 au 4 mars 1879 mais échoue à se faire réélire et est professeur de droit civil à la Tulane University Law School de 1877 à 1884, puis appelé à l'université de Louisiane. Il est de nouveau élu au Sénat des États-Unis et sert du 4 mars 1885 au 4 mars 1891. Il n'est pas candidat à sa réélection et pratique le droit à Washington, D.C. à partir de 1891.
De 1893 à 1897, il est ambassadeur extraordinaire et plénipotentiaire en France puis s'installe à New York. Il meurt à Newport (Rhode Island) en 1899 puis est enterré au Cave Hill Cemetery de Louisville (Kentucky).
George Eustis, Jr., le frère de James, est représentant de la Louisiane.
Son petit-fils est le diplomate Charles Bohlen.